# Megan Thee Stallion
Megan Jovon Ruth Pete (sinh ngày 15 tháng 2 năm 1995), thường được biết đến với nghệ danh Megan Thee Stallion (phát âm là "Megan The Stallion"), là một nữ rapper người Mỹ. Khởi đầu ở Houston, Texas, cô lần đầu tiên nhận được sự chú ý khi những video đọc rap tự do của cô trở nên phổ biến trên các phương tiện truyền thông xã hội như Instagram.
Megan Thee Stallion đã ký hợp đồng với 300 Entertainment vào năm 2018, nơi cô phát hành mixtape Fever (2019), đĩa mở rộng Suga (2020), và album phòng thu đầu tay được giới phê bình đánh giá cao, Good News (2020); tất cả đều ra mắt trong top 10 của Billboard 200. Đĩa đơn của cô, "Savage Remix" hợp tác với Beyoncé, và sự góp giọng của cô trong đĩa đơn "WAP" của Cardi B là quán quân đầu tiên và thứ hai của cô trên bảng xếp hạng Billboard Hot 100 của Hoa Kỳ, với "WAP" đem lại cho Megan vị trí số 1 đầu tiên của cô ở một số quốc gia khác và Billboard Global 200.
Trong suốt sự nghiệp của mình, Megan Thee Stallion đã nhận được nhiều giải thưởng, bao gồm 6 giải BET Awards, 5 giải BET Hip Hop Awards, 4 giải American Music Awards, 2 giải MTV Video Music Awards, 1 giải Billboard Women in Music Award, và 3 giải Grammy Awards. Tại Giải Grammy lần thứ 63, cô đã trở thành nữ rapper thứ hai đoạt giải Nghệ sĩ mới xuất sắc nhất, sau Lauryn Hill vào năm 1999. Vào năm 2020, Time đã vinh danh cô là một trong 100 người có ảnh hưởng nhất trên thế giới trong danh sách thường niên của họ.

## Cuộc sống đầu đời và giáo dục
Megan Jovon Ruth Pete, sinh ngày 15 tháng 2 năm 1995, ở San Antonio, Texas, và mẹ của cô, Holly Thomas, ngay lập tức chuyển đến Houston sau khi sinh cô. Mẹ của cô cũng là một rapper, bà đọc rap với nghệ danh "Holly-Wood" và sẽ mang theo cô con gái của bà đến các buổi thu âm thay vì đưa cô vào nhà trẻ. Megan lớn lên ở khu South Park của Houston, trước khi cùng mẹ cô chuyển đến Pearland, Texas ở tuổi 14, nơi cô sống cho đến khi 18 tuổi. Megan bắt đầu viết rap năm 14 tuổi. Cuối cùng, khi cô cho Holly thấy kỹ năng đọc rap của mình ở tuổi 18, Holly đã yêu cầu Megan đợi cho đến khi cô đủ 21 tuổi để theo đuổi sự nghiệp đọc rap. Mẹ cô nhận xét rằng lời bài hát của cô quá gợi dục so với độ tuổi của cô. Megan theo học Pearland High School, và đã tốt nghiệp vào năm 2013. Cha của cô đã qua đời trong năm học trung học thứ nhất của cô.
Vào năm 2013, khi Megan đang là sinh viên của Prairie View A&M University, cô bắt đầu đăng tải các video quay cảnh mình đọc rap tự do trên mạng xã hội. Đoạn clip Megan đấu với đối thủ nam trong trận đấu "cypher" đã được lan truyền rộng rãi. Sự xuất hiện đã giúp Megan có được sự hiện diện lớn hơn và lượt theo dõi cao hơn trên mạng xã hội. Cô đã thu hút người hâm mộ bằng cách đăng những video đọc rap tự do của mình trên Instagram của cô khi còn học đại học. Cô gọi người hâm mộ của mình là "hotties" và ghi nhận cộng đồng người hâm mộ hiếu động của cô vì thành công ban đầu của cô.
Cô lấy nghệ danh là "Megan Thee Stallion" vì cô được gọi là "stallion" ở độ tuổi thiếu niên do chiều cao vượt trội của mình (5′10″ hoặc 178 cm), và có thân hình "dày dặn": những người phụ nữ gợi cảm và xinh đẹp như tượng ở miền Nam của Hoa Kỳ được gọi một cách thông tục là stallions.

## Đời tư
Megan Thee Stallion đề cập đến việc là một phần trong Creole trong các bài hát "Cocky AF" và "Freak Nasty" của cô cũng như trong một dòng tweet vào tháng 9 năm 2017. Mẹ của cô, Holly Thomas, qua đời vào tháng 3 năm 2019 do một khối u não ung thư lâu năm và bà của cô qua đời trong cùng tháng. Ngoài vai trò là người quản lý của Megan, Thomas đã ảnh hưởng đến quyết định theo học chuyên ngành quản lý y tế của Megan và cũng giúp nuôi dưỡng mong muốn của cô là thành lập các cơ sở hỗ trợ sinh hoạt ở quê hương Houston của cô. Sau khi nghỉ học trước đó, cô đã tiếp tục việc học của mình tại Texas Southern University với chuyên ngành quản lý y tế, nơi cô hiện là sinh viên năm thứ ba tính đến năm 2019.
Cô có bốn con chó: một con chó ngao Pháp tên là 4oe (phát âm là Four), Dos, Five, và Ten.
Megan Thee Stallion đã xác nhận mối quan hệ của cô với nam rapper đồng nghiệp Pardison Fontaine thông qua Instagram Live vào ngày 19 tháng 2 năm 2021.